# Lloret de carpó blau
El lloret de carpó blau (Psittinus cyanurus) és una espècie d'ocell de la família dels psitàcids que ha estat considerat l'única espècie del gènere Psittinus Blyth, 1842. Habita selves, boscos i manglars de la Península Malaia, Borneo, Sumatra i illes properes.

## Descripció
El lloret de carpó blau es un lloro de cap gros i cua curta amb un bec protuberant. El mascle és verd amb el bec taronja brillant i el cap i el dors blaus. La femella té el cap marró i el bec fosc. Normalment es mou en estols de mida mitjana a través de parcs, boscos i límits del boscos.

## Taxonomia i etimologia
El lloret de carpó blau fou descrit l'any 1795 pel botànic alemany Johann Reinhold Foster en la seva obra Faunula Indica, id est catalogus animalium Indiae Orientalis quae hactenus naturae curiosis innotuerunt . La localitat tipus es Malaca.
Psittinus deriva del llatí «psittina» que significa “lloro petit” i l'epítet científic «cyanurus» prové del grec antic «κυανος kuanos» que significa “blau fosc” i «-ουρος -ouros / ουρα oura», “-cua”.
Actualment se'l reconeixen dues subespècies:
- P. c. cyanurus (Forster, 1795) - des del sud de Myanmar i de Tailàndia fins Sumatra i Borneo.
- P. c. pontius Oberholser, 1912 - illes Mentawai.

Antigament, el lloret d'Abbott (Psittinus abbotti) era considerat una subespècie (P. c. abbotti) del lloret de carpó blau.